# Ophiorrhiza singaporensis
Ophiorrhiza singaporensis är en måreväxtart som beskrevs av Henry Nicholas Ridley. Ophiorrhiza singaporensis ingår i släktet Ophiorrhiza och familjen måreväxter. Inga underarter finns listade i Catalogue of Life.